# Mexicaanse wonder
Het Mexicaanse wonder (Spaans: milagro mexicano) is de populaire benaming voor de periode van economische groei in Mexico van de jaren 40 tot de jaren 70.

## Groei
Op alle terreinen verbeterde de Mexicaanse economie. Het inkomen per hoofd van de bevolking steeg van US$300 tot US$600, de omzet van de Mexicaanse economie verdubbelde tussen 1960 en 1970 en de gemiddelde jaarlijkse groei van het BNP betrof 5,9% tussen 1950 en 1962. Ook de levensomstandigheden verbeterden. De levensverwachting steeg van 38 in 1940 tot 62 in 1970, analfabetisme daalde van 42% in 1950 tot 16% in 1970.
De groei van de Mexicaanse economie begon tijdens de Tweede Wereldoorlog; vanwege de oorlogsinspanningen was er onder de geallieerden veel vraag naar Mexicaanse producten en grondstoffen. De olie-inkomsten vloeiden rechtstreeks in de schatkist van de Mexicaanse regering, aangezien in 1938 de olie-industrie was genationaliseerd. De Mexicaanse regering baseerde haar economische politiek op importsubstitutie-industrialisatie, waarbij het de Mexicaanse economie poogde te 'Mexicaniseren'. De regerende Institutioneel Revolutionaire Partij (PRI) stond een gemengde economie voor waarin de staat een belangrijke rol speelde, maar er nog wel plaats was voor vrij ondernemerschap. Ook de uitzonderlijke politieke stabiliteit droeg bij tot de economische groei. Het economische beleid werd voor een groot deel vormgegeven door Antonio Ortiz Mena, die van 1958 tot 1970 minister van haciënda (financiën) was.

## "Gouden jaren"
Ook in cultureel en sociaal opzicht worden de jaren na de Tweede Wereldoorlog in Mexico hoog aangeschreven, en dit tijdperk wordt dan ook wel aangeduid als de 'gouden jaren'. Hoewel er nog veel armoede was, was er nu tenminste vooruitgang, en spoedig zou alles beter zijn en er ontwikkelde zich een bescheiden consumentencultuur. De PRI stond bekend als een regering die, hoewel paternalistisch, het beste met zijn bevolking voorhad. De Mexicaanse cinema en muziek beleefden hoogtijdagen, met sterren als Pedro Infante, Jorge Negrete, El Santo, José Alfredo Jiménez en Cantinflas.
Ook internationaal stond Mexico in deze tijd positief bekend. Acapulco en Puerto Vallarta ontwikkelden zich tot badplaatsen met een internationale allure, terwijl bijvoorbeeld de film The Night of the Iguana en het lied La Bamba Mexico in het buitenland, voornamelijk in de Verenigde Staten, populariseerden. In 1968 kreeg Mexico als eerste ontwikkelingsland de eer de Olympische Spelen te organiseren.
Aan de gouden jaren kwam een abrupt einde in 1968 toen aan de vooravond van de Olympische Spelen 250 demonstranten werden doodgeschoten tijdens het Bloedbad van Tlatelolco. Hoewel de PRI-regering al eerder autoritair en repressief had opgetreden was dat meestal buiten het zicht van het grote publiek geweest. Tlatelolco maakte echter in een klap een einde aan het goede imago van de Mexicaanse regering.

## Het einde
Na de oliecrisis van 1973 stegen Mexico's olie-inkomsten fors en leken de bomen tot in de hemel groeien. Met de gedachte dat de Mexico binnenkort toch rijk zou zijn begon de regering op grote schaal geld te lenen. In de jaren zeventig vertraagde de economische groei al en steeg de inflatie tot in de tientallen procenten. Toen de oliemarkt begin jaren 80 ineenstortte kwam Mexico in een diepe economische recessie terecht. In 1982 maakte president José López Portillo bekend dat Mexico haar buitenlandse schulden niet langer meer kon afbetalen. Dit wordt gezien als het beginpunt van de Latijns-Amerikaanse schuldencrisis en het definitieve einde van het Mexicaanse wonder.
In werkelijkheid is het Mexicaanse wonder nooit zo voorspoedig geweest als ze wel is weergeven. Hoewel de groei van de economie opmerkelijk was, bleef een groot deel van de bevolking in armoede leven, en trad de PRI dictatoriaal op tegen politieke en sociale onrust.

## Verwijzingen
1. ↑  B. Hamnett, A concise history of Mexico (New York 2002)